# Dango

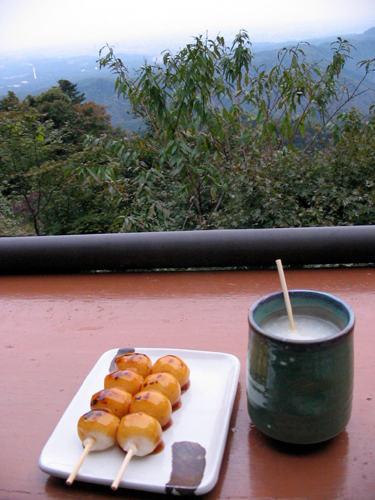
Mitarashi dango servito con il Sakè

Il dango (団子?) è una sorta di gnocco giapponese fatto di farina di riso e riso glutinoso. Viene spesso servito con il tè verde.
I dango vengono mangiati tutto l'anno, ma le differenti varietà sono tradizionalmente mangiate in date stagioni. Da tre a quattro dango sono spesso serviti in uno spiedo che prende il nome di kushi dango.

## Storia
I dango vengono consumati dal periodo Jōmon; all'epoca si cucinavano utilizzando una farina ricavata da noci boschive polverizzate. I dango sono oggi diffusi in tutto il paese in molte varietà.

## Tipologie
Vi sono molte tipologie di dango diversi:
- Mitarashi: insaporiti con l'omonima salsa a base di salsa di soia,zucchero e amido.[3] Si tratta della variante di dango più conosciuta in Giappone.[1]
- Anko: comunemente conosciuto come una pasta di fagioli rossi (addolciti),[1][4] mentre ingredienti diversi dagli azuki vengono usati in rare occasioni.[non chiaro]
- Bocchan dango: dango che ha tre colori. Il primo è colorato dai fagioli rossi, il secondo da uova, e il terzo dal tè verde.[3]
- Chichi dango: leggermente zuccherati, di solito mangiati a fine pasto. Non sono giapponesi, bensì hawaiani.[5]
- Goma: semi di sesamo. Ha un sapore al contempo salato e dolce.[6]
- Kinako: farina di soia tostata.[senza fonte]
- Teppanyaki: dango in uno spiedo con un sapore piccante di teppanyaki.[1]
- Una varietà di dango di Hokkaidō è fatta di farina di patate e cotta in forno con shoyu (salsa di soia).[senza fonte]

## Nella cultura
Un comune proverbio giapponese, "Hana yori dango" (traducibile con "meglio i dango che i fiori"), si riferisce alla preferenza verso le cose pratiche rispetto a quelle estetiche (originariamente un commento scherzoso su chi va allo ohanami per il cibo e le bevande, più che per guardare i ciliegi in fiore).
Dango è usato internazionalmente tra i giocatori di go come termine sprezzante per un gruppo di pietre inefficiente e simile a degli gnocchi nel gioco del go. È anche il nome di una variante del dango go inventata nel 1991.
Vi è anche un'acconciatura, che consiste in due chignon simili a dei dango a entrambi i lati della testa, conosciuta talvolta come odango.
Sebbene la cosa non sia confermata, da dango sembra derivare il termine dorodango, il quale indica un'espressione artistica nella quale del fango viene manipolato al fine di creare una sfera lucente e levigata.